# 崇城大学
崇城大学（そうじょうだいがく、英語: Sojo University）は、熊本県熊本市西区池田4丁目22番1号に本部を置く日本の私立大学。学校法人君が淵学園によって運営されている。1949年創立、1967年大学設置。 大学の略称は崇城(そうじょう)、崇城大(そうじょうだい)。

## 概観

### 大学全体
5学部9学科を持つ私立の総合大学である。
元は工学部のみを有する単科大学であったが、2000年（平成12年）の改称以降は薬学部、生物生命学部、工学部、情報学部、芸術学部の5学部9学科、さらに全学科に対応する専攻を大学院を備えた総合大学となった。
航空従事者であるパイロットや航空整備士を養成している全国でも数少ない大学でもある。

### 建学の精神（校訓・理念・学是）
「体・徳・智」の理念の下、「健康で徳・智を備え科学的思考のできる秀れた人材の育成」を根本的な建学の精神としている。

### 学風および特色
2008年（平成20年）に工学部宇宙航空システム工学科に航空機パイロットを養成する航空操縦学専攻を設置した。練習拠点として熊本空港に空港キャンパスを設置。大学専用の練習機としてセスナ172Sを11機とダイヤモンド機 DA42NGを3機を導入している。日本国内でパイロット養成コースを設置している大学は東海大学、桜美林大学、法政大学などがあるが、崇城大学は、外部のフライトスクールに委託せず、教員や機材を自前で用意している。
2014年（平成26年）に工学部宇宙航空システム工学科で航空整備士を養成する航空整備学専攻が、大学では日本初となる国土交通大臣指定航空従事者養成施設の認可を受けた。実習には、航空操縦学専攻と同様の空港キャンパスを使用。大学専用の実習機としてSOCATA式TB9型を5機、PIPER式34-200型を1機導入している。

## 沿革

### 略歴
1949年（昭和24年）に熊本市九品寺4丁目において電気・電波学校として創設された。専門部（高校2年課程）と高等部（中学校3年課程）があり、双方に応用電子工学科・電気通信科の2科が設置されていた。1960年（昭和35年）には同市池田町4丁目（現在地）に移転。1961年（昭和36年）に、学校法人「君が淵学園」として認可される。君が淵電波工業高等学校と改称し、専攻科（高校卒入学2年課程）電子工業科、電気通信科を設置した。1965年（昭和40年）には熊本工業短期大学として開学、1967年（昭和42年）に熊本工業大学を開学する。工学部を設けて電子工学科、機械工学科、工業化学科を設置した。1969年（昭和44年）には短期大学を廃止。その後、工学部に各科を増設して工学の単科大学として強化を進めた。
2000年（平成12年）に工学部のほかに学部学科を増設して総合大学化。これに伴い現大学名である崇城大学に改称した。

### 年表
- 1949年（昭和24年）：熊本市九品寺4丁目にて電気・電波学校を創設。専門部（高校2年課程）と高等部（中学校3年課程）、それぞれに応用電子工学科・電気通信科の2課程を設置。
- 1960年（昭和35年）：熊本市池田町4丁目（現在地）に移転。
- 1961年（昭和36年）：学校法人君が淵学園認可。君が淵電波工業高等学校開学。専攻科（高校卒入学2年課程）電子工業科、電気通信科を設置。
- 1965年（昭和40年）4月：熊本工業短期大学開学。
- 1967年（昭和42年）4月：熊本工業大学開学。工学部（電子工学科、機械工学科、工業化学科）を設置。
- 1969年（昭和44年）：工学部に土木工学科と建築学科を増設。熊本工業短期大学を廃止。
- 1973年（昭和48年）：工学部に電気工学科を増設。
- 1976年（昭和51年）：工学部に構造工学科、応用微生物工学科を増設。
- 1982年（昭和57年）：大学院工学研究科に応用微生物工学専攻修士課程を設置。
- 1987年（昭和62年）：大学院工学研究科に構造工学専攻修士課程を増設。
- 1989年（昭和64年／平成元年）：大学院工学研究科に応用微生物工学専攻博士後期課程、応用化学専攻修士課程を増設。
- 1991年（平成3年）：大学院工学研究科に応用化学専攻博士後期課程、電気・電子工学専攻、機械工学専攻、建設システム開発工学専攻修士課程を増設。
- 1995年（平成7年）：工学部全学科に夜間主コースを設置。
- 1996年（平成8年）：大学院工学研究科にエネルギーエレクトロニクス専攻博士後期課程を増設。
- 1998年（平成10年）：工学部の工業化学科を応用化学科に名称変更。大学院工学研究科に環境社会工学専攻博士後期課程を増設。
- 1999年（平成11年）：大学院工学研究科に機械システム工学専攻博士後期課程を増設。11月に学園創立50周年記念式典を開催。
- 2000年（平成12年）4月：大学名を熊本工業大学から崇城大学に改称。芸術学部（美術学科とデザイン学科）設置。工学部に応用生命科学科増設。
- 2001年（平成13年）4月：留学生別科日本語専攻を設置。
- 2004年（平成16年）4月：大学院芸術研究科美術専攻修士課程・デザイン専攻修士課程を設置。大学院工学研究科に応用生命科学専攻博士前期課程・博士後期課程を増設。大学院工学研究科の構造工学専攻を宇宙航空システム工学専攻に名称変更。
- 2005年（平成17年）4月：工学部の電子情報ネットワーク工学科と応用電気情報工学科を情報学部（電子情報ネットワーク学科、ソフトウェアサイエンス学科、コンピュータシステムテクノロジー学科）へ、工学部の応用微生物工学科と応用生命科学科を生物生命学部（応用微生物工学科と応用生命科学科）へ改組。薬学部（薬学科）を設置。
- 2006年（平成18年）4月：大学院芸術研究科に芸術学専攻博士後期課程を設置。薬学部薬学科を6年制課程に移行。
- 2007年（平成19年）4月：工学部の応用化学科と環境建設工学科をナノサイエンス学科とエコデザイン学科に改組。工学部の宇宙航空システム工学科に航空整備士養成コースを設置。
- 2008年（平成20年）4月：工学部の宇宙航空システム工学科にパイロット養成コースを設置。
- 2009年（平成21年）4月：情報学部の電子情報ネットワーク学科、ソフトウェアサイエンス学科、コンピュータシステムテクノロジー学科を情報学科に改組。工学部・情報学部・生物生命学部の夜間主コースを募集停止。工学部の応用電気情報工学科・応用微生物工学科を廃止。
- 2010年（平成22年）4月：SILC（Sojo International LearningCenter）を設置。
- 2011年（平成23年）4月：大学院工学研究科のエネルギーエレクトロニクス専攻博士後期課程、電気・電子工学専攻修士課程を応用情報学専攻博士後期課程・博士前期課程に改組。
- 2012年（平成24年）：工学部の電子情報ネットワーク工学科、応用生命科学科を廃止。大学院薬学研究科薬学専攻博士課程を開設。
- 2014年（平成26年）：情報学部の電子情報ネットワーク学科・コンピュータシステムテクノロジー学科、工学部の応用化学科を廃止。
- 2015年（平成27年）：工学部の環境建設工学科を廃止。
- 2016年（平成28年）
  - 工学部のエコデザイン学科、情報学部のソフトウェアサイエンス学科を廃止。
  - 熊本地震により、SILC、D号館に重大な損傷（以降の英語科講義は複数の施設で分散）。
- 2017年（平成29年）
  - 留学生別科の募集停止。
  - 6月29日：長崎空港崇城大学機胴体着陸事故[7]
- 2018年（平成30年）
  - 3月20日：新SILC竣工。
  - 9月25日：新D号館（SoLA）竣工。

以上は公式サイト、「決算・事業報告」のページにある各年度の『事業報告書』を参照した。

### 学長
- 中山義崇：初代（創立者）
- 中山峰男：第2代
- 小野長門：第3代

## 基礎データ

### 所在地
- 池田キャンパス（熊本県熊本市池田）
- 空港キャンパス（熊本県菊池郡菊陽町）
- 映像技術センター（熊本県熊本市）
- 阿蘇研修所（熊本県阿蘇市三久保）
- 天草研修所（熊本県上天草市大矢野町中江後）

## 教育および研究

### 組織

#### 学部
- 工学部
  - 機械工学科
    - エネルギー工学分野
    - 材料工学分野
    - 機械力学・制御工学分野
    - 生産技術工学分野

  - ナノサイエンス学科（本学工学部で唯一、理科教員免許が取得可能）
    - 新素材科学分野
    - 環境科学分野
    - バイオ関連科学分野

  - 建築学科（JABEE認定／3年次よりコース選択）
    - 建築総合コース
    - 建築計画コース
    - 建築構造コース

  - 宇宙航空システム工学科
    - 宇宙航空システム専攻
    - 航空整備学専攻（国土交通大臣指定航空従事者養成施設）
    - 航空操縦学専攻
- 情報学部
  - 情報学科
    - ソフトウェアサイエンスコース
    - メディアインテリジェンスコース
    - 電気電子通信コース
- 生物生命学部
  - 応用微生物工学科（日本初となるJABEE認定の生物工学系学科）
    - 応用微生物学講座
    - 生物化学講座
    - 生物資源環境工学講座
    - 食品生物科学講座
    - 微生物遺伝学講座

  - 応用生命科学科
    - 生命情報科学講座
    - 医用生体工学講座
    - 細胞工学講座
    - 生命環境科学講座
    - 臨床工学技士コース
- 芸術学部
  - 美術学科
    - 日本画コース
    - 洋画コース
    - 彫刻コース
    - 芸術文化コース
    - 視覚芸術コース

  - デザイン学科（2年次よりコース選択）
    - プロダクトデザインコース
    - グラフィックデザインコース
    - マンガ表現コース
- 薬学部
  - 薬学科
    - 創薬化学講座
    - 生命薬学講座
    - 環境衛生薬学講座
    - 医療薬学講座

#### 大学院
- 工学研究科
  - 機械システム工学専攻（博士後期課程）
  - 応用化学専攻（修士課程・博士後期課程）
  - 環境社会工学専攻（博士後期課程）
  - 応用情報学専攻（博士前期課程・博士後期課程）
  - 応用微生物工学専攻（修士課程・博士後期課程）
  - 応用生命科学専攻（博士前期課程・博士後期課程）
  - 機械工学専攻（修士課程）
  - 建設システム開発工学専攻（修士課程）
  - 宇宙航空システム工学専攻（修士課程）
- 芸術研究科
  - 芸術学専攻（博士後期課程）
  - 美術専攻（修士課程）
  - デザイン専攻（修士課程）
- 薬学研究科
  - 薬学専攻（博士課程）

#### 別科
- 留学生別科
  - 日本語専攻

#### 附属機関
- エネルギーエレクトロニクス研究所
- 機械工作実習工場
- 医薬工学実験棟
- 衝撃先端技術研究センター
- 中山義崇記念図書館
- SILC（Sojo International Learning Center）

## 大学関係者と組織

### 大学関係者一覧

#### 教員
- 中山義崇：創立者、初代学長
- 中山峰男：第2代学長
- 小野長門：第3代学長
- 中村晋也：副学長

- 市村緑郎：教授
- 魚津郁夫：教授
- 新海征治：教授
- 恒松郁生：教授
- 松本寿三郎：教授
- 三浦精：教授
- 森田浩一郎：教授

#### 卒業生
- 佐伯真貴：野球選手
- 中華首藤：ローカルタレント
- 川口勇貴：漫画家

## 施設

### キャンパス

#### 池田キャンパス
- 使用学部：薬学部、生物生命学部、工学部、情報学部、芸術学部
- 使用研究科：大学院工学研究科、芸術研究科
- 使用附属施設：エネルギーエレクトロニクス研究所、機械工作実習工場、医薬工学実験棟、衝撃先端技術研究センター、中山義崇記念図書館、SILC （Sojo International Learning Center）
- 交通アクセス：JR九州鹿児島本線崇城大学前駅、産交バス（新3:上熊本駅・西里経由または新4:上熊本駅・和泉経由）崇城大学前バス停より徒歩2分。

#### 空港キャンパス
- 使用学部：工学部 宇宙航空システム工学科 航空操縦学専攻/航空整備学専攻
- 交通アクセス：熊本空港

## 対外関係

### 他大学との協定
協力協定校
- 神田外語大学

交流協定校
- 広西師範大学（中国・広西チワン族自治区）
- 忠清大学校（韓国・忠清北道清州市）
- 天津大学（中国・天津市）
- ケラニア大学（スリランカ・ケラニア）
- バイオ産業大学（フランス）
- ブルゴーニュ大学エンスバーナ校（フランス）
- スエズ運河大学（エジプト・スエズ）
- ハルビン医科大学（中国・ハルビン）
- ハノイ土木大学（ベトナム・ハノイ）
- ルブリン工科大学（ポーランド・ルブリン）
- オレゴン州立大学（米国・オレゴン州コヴァリス市）
- ニューカッスル大学(イギリス)
- ラジャギリ工業技術大学(インド)
- アンナマライ大学(インド)
- 香港大学
- ペトロナス工科大学(マレーシア・ペラ州)
- 義守大學(台湾・高雄)
- 高苑科技大學(台湾・高雄)
- 韓京大学(韓国)
- 慶星⼤学(韓国)
- ソンクラ王⼦⼤学プーケット校(タイ)
- シチェチェンアートアカデミー(ポーランド)
- アウグスブルグ応⽤科学⼤学(ドイツ)
- ラプラプセブ国際⼤学(フィリピン)

### 産学官連携
大学公認の部活動として「起業部」があり、ここから2018年に企業「Ciamo」（シアモ）が設立され、植物の根腐れを防ぐ光合成細菌「くまレッド」を商品化している。

#### 連携協定
- 平田機工（2024年締結）[9]

## 系列校
- 文徳中学校
- 文徳高等学校

## 公式サイト
- 学校法人君が淵学園 崇城大学

座標: 北緯32度49分51.4秒 東経130度41分47.3秒 / 北緯32.830944度 東経130.696472度